# 뎅기열
뎅기열(영어: dengue fever)은 모기를 매개체(vector)로 하여 뎅기 바이러스(dengue virus)에 의해 발병하는 전염병이다. 강한 통증을 동반하기 때문에 영어로는 "break bone fever"라고도 부른다.

## 개요

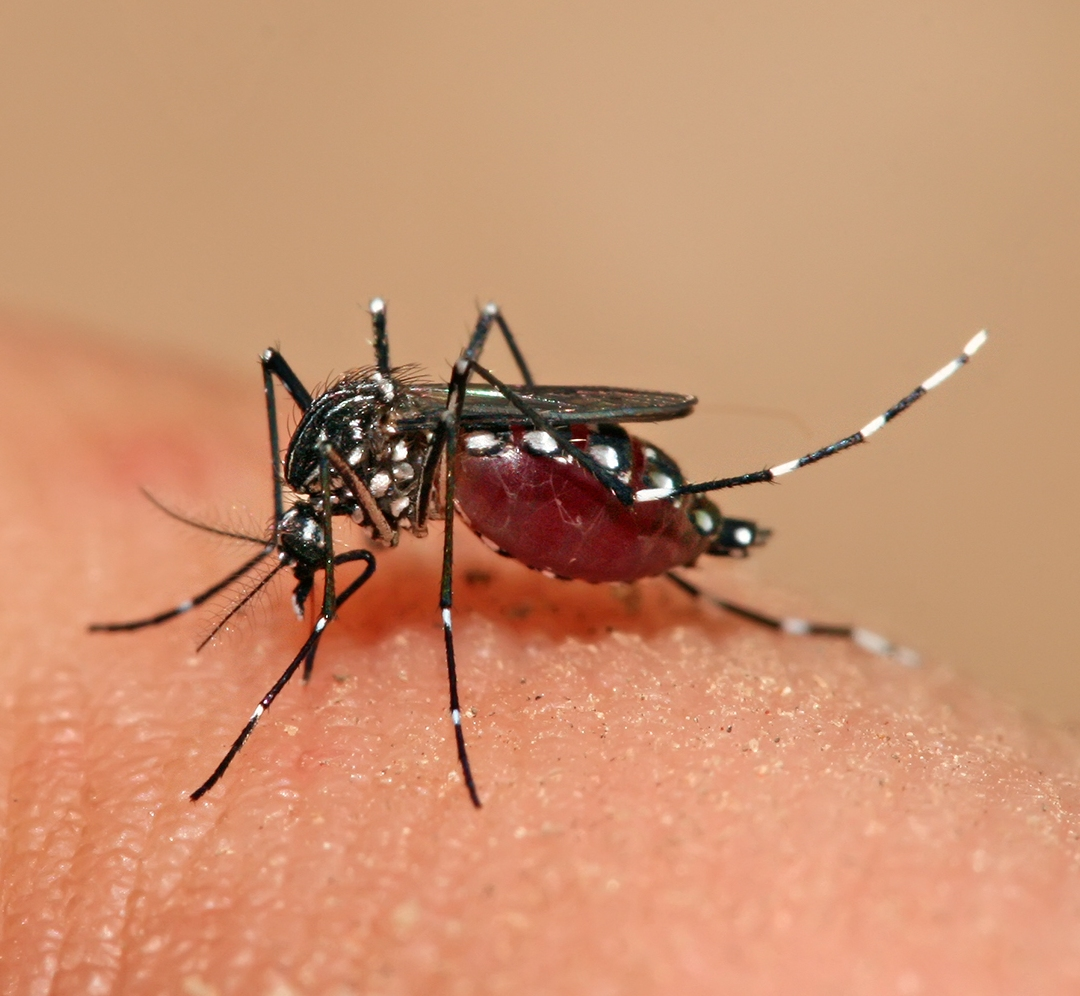
뎅기열 바이러스를 전파하는 이집트숲 모기, 다르에스살람

동남아시아 지역에서 토착화된 병이 세계의 열대·아열대 지방에 널리 퍼져 말라리아와 함께 대표적인 열대병으로 널리 알려져 있다. 뎅기열은 열대지방 중에서도 위생시설이 잘 갖추어져 말라리아가 거의 퇴치된 싱가포르나 오스트레일리아 북부에서도 종종 유행할 정도로 널리 퍼져 있다. 그러나 하절기에 종종 말라리아가 유행하는 온대 지방에서는 뎅기열을 거의 볼 수 없다.
뎅기열은 최근에도 열대지방 각지에서 주기적으로 유행하고 있다. 위생시설이 잘 갖춰진 싱가포르에서도 매년 수천명이 감염되고 있고, 특히 2005년에는 13000명 이상이 감염되고 19명이 사망하는 등 큰 문제가 되기도 하였다. 현재 전 세계에서 뎅기열 감염 가능성이 높은 지역에 거주하는 인구만 15억에서 25억 명에 달하는 것으로 알려져 있으며, 지구 온난화로 모기의 서식지와 서식 기간이 늘어나면서 뎅기열 감염 위험도 더욱 높아질 것이라는 우려가 있다.

### 2008년 발발
| 국가/지역               | 2008 80                                           | 의심 환자 (올해) | 치사 (올해)           | 전년대비                 | 기준일        |
| ----------------------- | ------------------------------------------------- | ---------------- | --------------------- | ------------------------ | ------------- |
| 전 세계 (지역 총합)     | 1,502,950                                         | 33,006           | 2,099                 |                          |               |
| 브라질                  | 788,809 (3 sep)                                   | -                | 530(aug 25, a record) | up 158%                  | Sep 9/25 aug  |
| 콜롬비아                | 121,600                                           | -                | 161                   | -                        | Sep 24        |
| 인도네시아              | -                                                 | N/A              | N/A                   | 155,000 and 1386 deaths  | no date       |
| 필리핀                  | 98,934                                            | -                | 644                   | 42,075 (up 135.1%)       | Sep 25        |
| 베네수엘라              | 94,289                                            | -                | -                     | -                        | 8월 21일      |
| 태국                    | 86,407                                            | -                | 100                   | up 134.7%                | Sep 27        |
| 베트남                  | ~80,000                                           | -                | 59                    | 105,370 (whole year)     | Sep           |
| 온두라스                | 62,576                                            | -                | 74                    | 12,824                   | Week 38       |
| 말레이시아              | 38,330                                            | -                | 117                   | up 18%                   | oct 9         |
| 스리랑카                | 26,824                                            | -                | 192                   |                          | mid Jul       |
| 코스타리카              | 21,000                                            | -                | N/A                   | 3,326                    | end Aug       |
| 라오스                  | 14,659                                            | -                | 39                    | 7,214(whole year)        | aug 28        |
| 푸에르토리코            | 13,990                                            | -                | 22                    | -                        | 9월 18일      |
| 파라과이                | 13,678                                            | 6138             | n/a                   | n/a                      | sep 30        |
| 멕시코                  | 12,240                                            | -                | 20                    | 15,032                   | week 32 (sep) |
| 도미니카 공화국         | 8,839                                             | -                | 41                    | 3,000                    | Sep 3         |
| 엘살바도르              | 6,458                                             | 15,068           | 1                     | n/a                      | week 28       |
| 델리, 인도              | 4,747                                             | -                | 8                     | 1,153                    | Oct 19        |
| 싱가포르                | 2,608                                             | -                | 41                    | 3,050                    | end aug       |
| 과테말라                | 1,925                                             | 11,800           | 25                    |                          | 1 sep         |
| 인도네시아 족자카르타   | 1123                                              | -                | -                     | 688 (whole year)         | Sep 26        |
| 트리니다드 토바고       | 1,200                                             | -                | 4                     | N/A                      | end aug       |
| 파키스탄                | 1141                                              | 167              | 11                    | -                        | oct 13        |
| 중화민국                | 511 (284 local +227 imported)                     | -                | 1 (sep 15)            | 848 (whole year)         | sep 30        |
| 인도 우타르 프라데시    | 496                                               | -                | 8                     |                          | Oct 20        |
| 네팔 치트완             | 280                                               | -                | -                     | [ 30 ]                   |               |
| 미국                    | 198 (24-2010FL, 27-2009FL, 25-2005TX, 122-2001HI) | -                | 1 (2010, suspected)   | Cases down 11% from 2009 | Aug 3, 2010   |
| 메이옷                  | 75                                                | -                | N/A                   |                          | sep 1         |
| 오스트레일리아 퀸스랜드 | 13                                                | -                | N/A                   |                          | oct 15        |

## 증상
근육통, 관절통을 동반한 고열과 발진이 일어나는 것이 증세이며 경우에 따라 출혈이 일어나기도 한다. 말라리아나 황열병에 비해 사망률은 훨씬 낮으나, 특별한 예방주사나 치료제는 없다. 잠복 기간은 4일에서 7일이며, 대부분 무증상 감염이 많지만 발병하면 오한을 동반한 갑작스런 고열이 3일 정도 37도 정도까지 올랐다가, 하루 정도 39도 정도까지 상승하여, 2일 정도 다시 짧게 해열되는 M자형 열형을 나타내는 경우가 많다.
그밖에 두통, 안와(Orbit) 통증, 근육통, 관절통이 나타난다. 식욕부진, 복통, 변비, 구토를 동반하는 경우도 있다보니 장티푸스와 증상이 유사하여 혼동되기도 한다.
발병후 3 ~ 4일 후에 가슴에서 비특이성의 발진이 나타나서, 사지와 안면에 퍼지는데, 사지에 가려움증을 동반하는 경우가 많다. 이러한 증상은 보통 3 ~ 7일 정도로 소실 복구되며 치사율은 0.01 ~ 0.03 %로 매우 낮다.

## 진단 및 치료
증상이 생긴 후 6～7일까지 IgM 항체가 검출되며, 혈액에서 바이러스를 세포배양으로 검출할 수도 있다. 하지만, 비슷한 증상을 나타내는 절지동물 매개 바이러스성 질환이나 피부발진을 초래하는 질환과 혼동될 수도 있다.
특별한 치료법은 없으며 대증요법이 전부이다. 뎅기출혈열은 혈관허탈에 대한 수액보충과 산소요법으로 많이 나아지지만, 중증은 혈장 투여도 필요하다. 과다주입하면 해로울 수 있으며, 충분한 양의 수액보충을 시행한다. 그러나 헤파린과 아스피린은 금기이다.

## 발병 사례

### 대한민국
대한민국에서는 2017년8월 30일 국내전북에서 첫 감염자가 발병하였으며, 열대 지방을 다녀온 사람이 감염되는 경우는 몇 차례 있다.뎅기열은 유행할 가능성도 매우 낮지만 해외에서의 확산에 따라 영향을 받을 가능성이 있어 제3급 법정전염병으로 지정되어 있다. 한편 최근 뎅기열 매개 모기 유충이 제주도에서 발견되어 온난화에 따른 뎅기열 발병 가능성이 제기되고 있다.

### 동남아

#### 베트남
2010년 10월 11일 베트남 《사이공 해방일보》는 11일 보건부 예방의학국 관계자의 말을 빌려 올해들어 지금까지 모두 8만여 명이 뎅기열에 감염돼 이 가운데 59명이 목숨을 잃은 것으로 집계됐다고 보도했다. 남부 지역에서 4만3천844명의 감염자가 발생해 지역별 순위에서 1위를 차지했으며 중부 및 중부 고산 지역의 감염자는 2만1천638명으로 그 다음으로 많았다고 밝혔다. 중부 및 중부 고산지역은 감염자 수에서 작년 동기대비 168%나 증가한 것으로 나타났다고 관계자는 전했다.

#### 태국
2010년 10월 5일 태국 내 한국 걸그룹 따라하기 열풍을 보도하면서 태국정부가 뎅기열 확산에 영향을 미친다며 핫 팬츠를 입지 말 것을 권한다고 전했다. 태국에서 올해만 뎅기열로 100여명이 사망하고 9만 명의 환자가 발생함에 따라 태국정부가 뎅기열 확산을 방지하기 위해 핫팬츠를 금지하는 대책을 내놓은 것으로 알려졌다.

#### 기타
2010년 9월 13일 세계보건기구(WHO)는 태국, 말레이시아, 싱가포르, 필리핀, 인도네시아, 베트남, 브루나이 등지에서 뎅기열이 확산되고 있다고 경고하고 철저한 방역조치를 당부했다. 태국에서는 올해 들어 현재까지 작년보다 117%가량 급증한 7만902명의 뎅기열 환자가 발생했고 이 가운데 87명이 숨졌다고 밝혔다.